# Wiener AF
El Wiener AF es un equipo de fútbol de Austria que jugó en el Campeonato de Austria, la primera división de fútbol en el país. Actualmemte juega en la Wiener Stadtliga, la cuarta división.

## Historia
Fue fundado en el año 1910 en la ciudad de Wiener con el nombre Wiener Assoziationsfootball Club por la mayoría integrantes del Wiener SC que abandonaron el club al terminar la temporada 1909/10.  El club cambió su nombre por el más reciente luego de que ambos clubes de la ciudad de Wiener tenían el mismo acrónimo (WAC), entonces para diferenciar, Wiener AF se le conoció como WAF.
El 21 de septiembre de 1910 en club ingresó oficialmente a la máxima categoría y junto al Wiener SC fueron los mejores en el otoño de la temporada 1910/11.
Luego de tres temporadas, Wiener AF gana su primer y único título de liga en la temporada 1913/14, y en la temporada 1921/22 ganan su primer y única Copa de Austria al vencer al SV Amateure 2-1 en la final.
En la temporada 1923/24 el club termina en último lugar y desciende de categoría para no volver a la primera división y luego de varios años en las divisiones aficionadas de Austria, el club desaparece en el año 2004.
El club militó en 13 temporadas en la máxima categoría del fútbol austriaco, donde disputó más de 250 partidos, de los cuales ganó 115.
No fue hasta 2010 que reanudó las actividades en la Oberliga B de Viena como club sucesor del FK White Star bajo el nombre de WAF Brigittenau. En otoño de 2010, WAF ganó inmediatamente la ASKÖ CUP, en la final contra el Stadlau. En la Oberliga B, el club jugó un papel muy bueno en la temporada 2011/12 y aspira a ascender de nuevo a la liga de Viena en los próximos años. Andreas Denk ha estado trabajando como entrenador desde el verano de 2011. Estuvo activo para WAF durante muchos años en las décadas de 1980 y 1990, primero como jugador y luego como entrenador. En otoño de 2011 volvieron a estar en la final de la ASKÖ CUP, pero perdieron ante el Fortuna 05 en los penaltis. En el verano de 2015, WAF y SV Verwarts Brigittenau se fusionaron para formar WAF Verwarts Brigittenau. El club jugó en la 2. Landesliga en 2015-16. En la temporada 2017/18, se logró el título de campeón en la segunda liga regional y el club volvió a ascender a la liga de Viena (Cuarta División) en donde sigue actualmente.

## Palmarés
- Campeonato de Austria: 1

1913/14
- Copa de Austria: 1

1921/22